# لیولکا ای ال-۷
ای ال-۷ لیولکا یک موتور توربوجت بود که توسط آرخیپ میخایلوویچ لیولکا (به اوکراینی: Архип Михайлович Люлька) طراحی و توسط دفتر طراحی تحت مدیدیت او (لیولکا) تولید شد، این موتور در طی سالهای ۱۹۵۴ الی ۱۹۷۰ تولید شد.

## طراحی و توسعه
ای ال-۷ دارای جریان هوای مافوق صوت در مرحله اول کمپرسور بود. نمونه اولیه آن با نام تی آر-۷ با قدرت رانش ۶۵۰۰ کیلوگرم نیرو (۱۴۳۳۰ پوند برفوت، ۶۳٫۷ کیلونیوتن) در سال ۱۹۵۲ آزمایش شد. این موتور در ابتدا برای بمب افکن ایلیوشین-۵۴ در نظر گرفته شده بود. نسخه دارای پس سوز آن بانام ای ال-۷ اف در سال ۱۹۵۳ ساخته شد. در آوریل ۱۹۵۶، نمونه اولیه سوخو اس-۱، مجهز به ای ال-۷ اف، در ارتفاع ۱۸٬۰۰۰ متری (۷۰٬۹۰۰ فوت) از سرعت ۲ ماخ فراتر رفت. در نهایت از این نمونه اولیه، دو هواپیمای سوخو-۷ فیتر و سوخو-۹ فیش پات تولید شدند که به این موتور مجهز بودند. این موتور بعداً در سال ۱۹۶۰، برای جنگنده توپولف تو-۲۸ فیدلر و موشک کروز ای اس-۳ کانگرو، تطبیق داده شد. قایق پرنده جت بریف بی. ایی-۱۰ از گونه ای ال-۷ اف بدون پس سوز این موتور با تیغه‌های کمپرسور از جنس فولاد زنگ‌نزن استفاده می‌نمود.

## گونه‌ها
ای ال-۷
توربوجت نظامی بدون پس سوز.
ای ال-۷ اف
نسخه‌های دارای پس سوز ای ال-۷ اف، به‌طور معمول، ای ال-۷اف-۱–۱۰۰ مورد استفاده در سوخو تی-۴۹.

## مشخصات (ای ال-۷ اف)
Data from 

#### خصوصیات کلی
- نوع: توربوجت دارای پس سوز
- طول: ۶٬۶۵۰ میلیمتر (۲۶۲ اینچ)
- قطر: ۱٬۳۰۰ میلیمتر (۵۱ اینچ)
- وزن خشک: ۲٬۰۱۰ کیلوگرم (۴٬۴۳۰ پوند)

#### اجزا
- کمپرسور: کمپرسور محوری تک فن با کمپرسور ۹ مرحله‌ای
- Combustors: کمباستور رینگی (Annular)
- توربین: ۲ مرحله محوری

#### عملکرد
- Maximum رانش: * قدرت نظامی ۶۷٫۱ کیلو نیوتون (۱۵٬۰۵۷ پوندنیرو)
- با پس سوز ۹۸٫۱ کیلو نیوتون (۲۲٬۰۵۰ پوندنیرو)
- نسبت فشار کلی: ۹٫۵:۱
- دمای داخلی توربین: ۸۶۰  درجه سلسیوس (۱٬۵۸۰ درجه فارنهایت)
- مصرف سوخت یژه برخاست: * ۹۵٫۰ کیلوگرم به (ساعت در کیلونیوتون) at idle معادل با(۰٫۹۴ پوند بر (ساعت در پوند نیرو))
- قدرت نظامی ۹۸٫۹ کیلوگرم به (ساعت در کیلونیوتون) معادل با(۰٫۹۷ پوند بر (ساعت در پوند نیرو))
- با پس سوز ۲۲۹٫۰ کیلوگرم به (ساعت در کیلونیوتون)
- نسبت توان به وزن: